# Harry A. Miller
Harold Arminius "Harry" Miller, född 9 december 1875, i Menomonie i Wisconsin död 3 maj 1943, i Detroit, i Michigan, var en amerikansk tillverkare av tävlingsbilar och motorer.

## Biografi

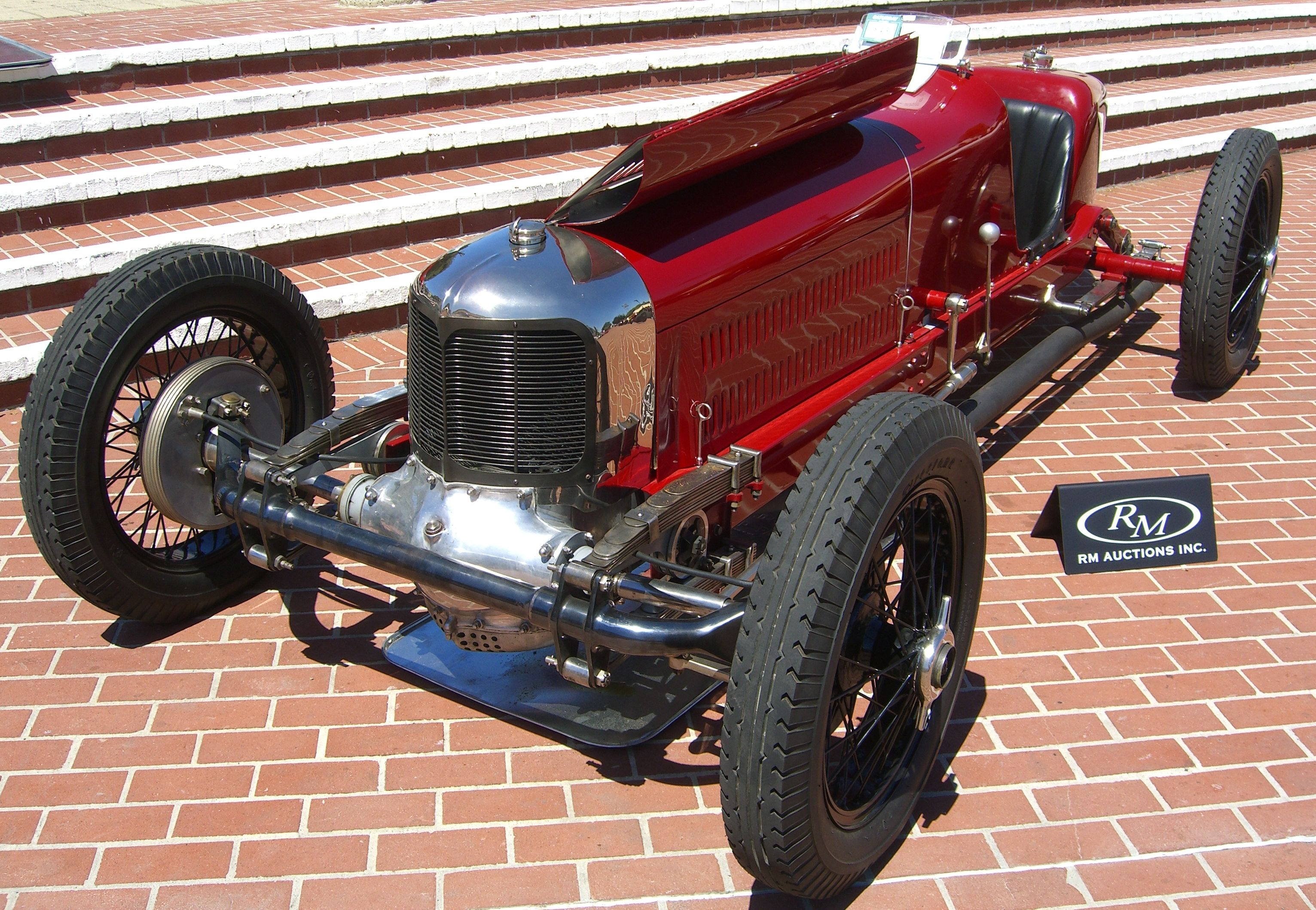
1925 års Miller 122: framhjulsdriven Indy 500 racerbil.

Millers bilar vann Indianapolis 500 vid nio tillfällen. Ytterligare tre bilar vann med Millers motorer. Millers bilar utgjorde inte mindre än 83 % av startfältet i Indy 500-loppen mellan 1923 och 1928.
Lägger man till Offenhauser-motorn, en utveckling av Millers motor som dominerade Indy 500 och Champ Car-tävlingarna under femtio- och sextiotalet, stiger antalet vinster på Indianapolis med ytterligare 28 och fler än 200 övriga vinster. Ända fram till 1980 fanns alltid en utveckling av Millers motor på plats i startfältet vid Indy 500.
Miller började sin karriär med att bygga förgasare till personbilar och tävlingsbilar. Detta utvecklades vidare till reparationer av och senare tillverkning av tävlingsbilar. Miller och hans anställda Leo Goosen och Fred Offenhauser konstruerade en tävlingsmotor, baserad på erfarenheter de fått genom service och underhåll på en Peugeot Grand Prix-bil från 1913. Peugeot-motorn var toppmodern, med dubbla överliggande kamaxlar och fyra ventiler per cylinder och Millers motor byggde på samma principer. Detta blev den första i en rad motorer som skulle dominera amerikansk racing långt in på sjuttiotalet.
Miller gick i konkurs 1933. Hans verkstadschef och chefsmekaniker Fred Offenhauser köpte verkstaden och fortsatte utvecklingen av motorn under namnet Offenhauser-, eller "Offy"-motorn fram till andra världskrigets utbrott. Fred drog sig tillbaka 1946 och sålde verksamheten till två bekanta: trefaldige Indy 500-vinnaren Louis Meyer och hans mycket kompetente motortekniker Dale Drake. 
Meyer and Drake Engineering, med Leo Goosen som chefsmekaniker, fortsatte utvecklingen av Offy-motorn in på sextiotalet. Ofta använde alla 33 startande i Indy 500-loppet Offy-motorer, eller den närbesläktade V8 Novi-motorn. 
Louis Meyer hoppade av Meyer and Drake på sextiotalet och startade eget för att sälja Fords tävlingsmotorer i direkt konkurrens med Offy-motorn. Dale Drake och Leo Goosen omorganisrade företaget som Drake Engineering. Efter tre års Ford-dominans på Indianapolis, kom Drakes företag tillbaka 1968 med den första segern på Indianapolis med en turbomotor, i Bobby Unser bil. 
Utvecklingar av Miller- och Offy-motorn, i form av de turboladdade Drake-Goosen-Sparks (DGS) och Drake-Offy-motorerna, fortsatte att tävla mot Ford-motorer under hela sjuttiotalet. Nya regler som begränsade turbons laddtryck satte till slut stopp för utvecklingen och den sista Offy-motorn att korsa mållinjen på Indianapolis tog Gary Bettenhausen från en 32:a plats på startgriden till en tredjeplats i Indy 500-loppet 1980.